# 厄斯特松德體育館
厄斯特松德體育館是一座位於瑞典厄斯特松德的綜合性場館。體育館可用於冰壺、冰球、曲棍球、花式滑冰、體操等項目。體育館於2013年啟用，並取代了的厄斯特松德IK的Z-hallen。

## 外部連結
- ostersund.se